# Оврахово
Оврахово (укр. Оврахове; до 2025 года — Оврагово) — село в Великоандрусовской сельской общине Александрийского района Кировоградской области Украины.
До 2020 года входило в Светловодский район
Население по переписи 2001 года составляло 59 человек. Почтовый индекс — 27533. Телефонный код — 5236. Код КОАТУУ — 3525281803.
В июне 2025 года, постановлением Верховной Рады Украины селу было присвоено название Оврахово